# 원새
원새(元璽)는 중국 전연(前燕) 경소제(景昭帝)의 첫 번째 연호이다. 352년 11월에서 357년 2월까지 5년 4개월 동안 사용하였다. 352년 11월, 모용준(慕容儁)은 황제로 즉위하고 개원하여 원새라 하였다.
같은 시기에 사용된 다른 연호로는 동진(東晉)에서 사용한 영화(永和 : 345년 ~ 356년), 승평(昇平 : 357년 ~ 361년), 전량(前凉)에서 사용한 건흥(建興 : 314년 ~ 361년), 화평(和平 : 354년 ~ 355년), 전진(前秦)에서 사용한 황시(皇始 : 351년 ~ 355년), 수광(壽光 : 355년 ~ 357년), 대(代)에서 사용한 건국(建國 : 338년 ~ 376년)이 있다.

## 개원
임자년(壬子年) 11월 13일(353년 1월 4일)에 칭체를 하고 원새(元璽)로 건원함.

## 연대대조표
| 원새                | 원년            | 2년        | 3년             | 4년                 | 5년        | 6년             |
| 서력                | 352년           | 353년      | 354년           | 355년               | 356년      | 357년           |
| 육십간지 (六十干支) | 임자(壬子)      | 계축(癸丑) | 갑인(甲寅)      | 을묘(乙卯)          | 병진(丙辰) | 정사(丁巳)      |
| 동진 (東晉)         | 영화(永和) 8년  | 9년        | 10년            | 11년                | 12년       | 승평(昇平) 원년 |
| 전량 (前凉)         | 건흥(建興) 40년 | 41년       | 화평(和平) 원년 | 2년 건흥(建興) 43년 | 44년       | 45년            |
| 전진 (前秦)         | 황시(皇始) 2년  | 3년        | 4년             | 5년 수광(壽光) 원년 | 2년        | 3년             |
| 대 (代)             | 건국(建國) 15년 | 16년       | 17년            | 18년                | 19년       | 20년            |

## 같이 보기
- 중국의 연호